# Myoidea
Myoidea zijn een superfamilie uit de superorde Imparidentia.

## Families
- Corbulidae (Lamarck, 1818)
- Myidae (Lamarck, 1809)
- † Pleurodesmatidae (Cossmann, 1909)
- † Raetomyidae (Newton, 1919)